# Dan Malloy
Dannel Patrick ”Dan” Malloy, född 21 juli 1955 i Stamford, Connecticut, är en amerikansk demokratisk politiker. Han var Connecticuts guvernör från 2011 till 2019.
Malloy avlade grundexamen vid Boston College och juristexamen vid Boston College Law School. Han var borgmästare i Stamford 1995–2009. Han efterträdde 5 januari 2011 Jodi Rell som guvernör. 
Enligt en undersökning från The New York Times i juli 2016, var Malloy den minst populära demokratiska guvernören i landet med 64 procent ogillande betyg och 29 procent gillande betyg. Malloy var den näst minst populära guvernören i hela landet efter republikanen Sam Brownback av Kansas. Från och med juli 2018, har han ett godkännande betyg på 21 procent och ett ej godkännande betyg på 71 procent, vilket gör honom till den näst minst populära guvernören i USA.
Den 13 april 2017 meddelade Malloy att han inte skulle söka omval år 2018 för en tredje mandatperiod som guvernör.